# Alick Bevan
Alick Bevan (* 27. März 1915 in Wandsworth (London); † 24. Januar 1945 nahe Heinsberg, Deutschland) war ein britischer Radrennfahrer und nationaler Meister im Radsport.

## Sportliche Laufbahn
Bevan war im Straßenradsport aktiv. 1936 startete er bei den Olympischen Sommerspielen in Berlin für Großbritannien. Im olympischen Straßenrennen kam er nicht ins Ziel. Die britische Mannschaft mit Jackie Bone, Charles Holland, Alick Bevan und Bill Messer kam nicht in die Mannschaftswertung. Bevan starb bei Kampfhandlungen im Zweiten Weltkrieg in Deutschland durch eine Landmine. Er war Leutnant des Hampshire-Regiments der britischen Armee.